# Dröm bort mig igen
Dröm bort mig igen är en EP av Maia Hirasawa, utgiven 2010.

## Låtlista
Där inte annat anges är låtarna skrivna av Maia Hirasawa.
1. "Tusen bitar" (Anne Linnet, Björn Afzelius)
2. "Dröm bort mig igen" (Maia Hirasawa, Thomas Backman)
3. "Leva nu"
4. "Fredag"

### Fotnoter
1. 1 2  ”Dröm bort mig igen”. Discogs.com. http://www.discogs.com/Maia-Hirasawa-Maia-Hirasawa/release/2644174. Läst 18 juni 2012.